# Jonas Högström

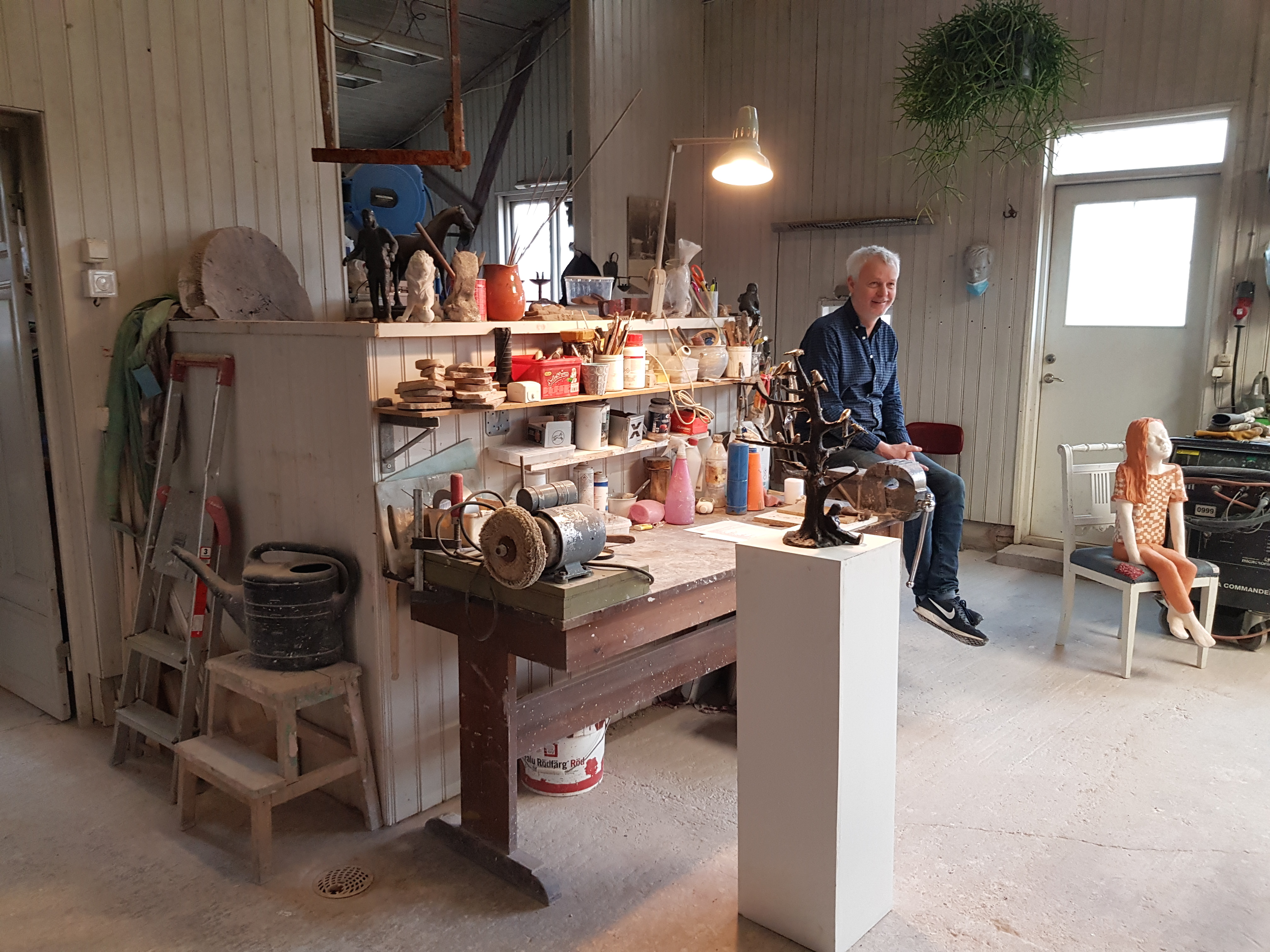
Jonas Högström i sin ateljé i Utvälinge.

Jonas Martin Jerker Högström, född 4 juni  1956 i Höganäs, är en svensk skulptör. Jonas Högström är uppvuxen i Lerberget på skånska Kullahalvön och utbildade sig på Konstfack i Stockholm. Han arbetar i brons och har gjort ett stort antal offentliga skulpturer. År 2004 blev han den förste mottagaren av Helsingborgs Dagblads kulturpris. Högström har sin ateljé i Utvälinge.

## Offentliga verk i urval
- Den gode herden, brons, Munka-Ljungby
- Porträtt av keramikern Åke Holm, brons, innegården till Höganäs Museum och Konsthall
- Akut akvedukt, brons, Helsingborg
- Stunder av lycka, brons, Mörarp
- Ruffagubbe, brons, Mölle Hamn
- Saga väves på sanningens varp, skulpturgrupp med Bombi Bitt, Eli och Fritiof Nilsson Piraten, samt dennes katt Skorpan, Piratenmuseet i Vollsjö
- Nils Poppe (2001), brons, framför friluftsteatern i Fredriksdalsparken i Helsingborg
- De tre skulpturerna Se upp! (2002), brons, Köpmansgatan i Höganäs
- Kvinnornas insatser i gummifabriken Tretorn (2004), Bredgatan vid Campus Helsingborg i Helsingborg, tillsammans med Josefine Axelsson
- Att bara vara, brons, Helsingborg
- Hejsan, Skönborg och Stolpe, brons, Vimmerby
- Göran Karlsson (2008), brons, utanför Gekås i Ullared
- Tur, hopp och kärlek (2009), brons, hamnen i Viken
- Selma Lagerlöf (2009), brons, Nordkap i Landskrona
- Släkten följa släktens gång, brons, Upplands Väsby
- Staty av Enoch Thulin, brons, Landskrona hamn
- Försvunnen men återfunnen, brons, utanför Lerbergets kyrka
- Helgpappa, brons, (2012), Bostadsrättsföreningen Suseboparken, Bengt Sparrmans torg i Upplands Väsby
- Minnesplakett för Dan Andersson, (2020), brons, på fasaden Bryggargatan 5 i Stockholm (tidigare plats för Hotell Hellman där Dan Andersson omkom den 16 september 1920).
- Cheese, föreställandes fotografen Peter P. Lundh på hamnplanen i Mölle.[1]

## Fotogalleri

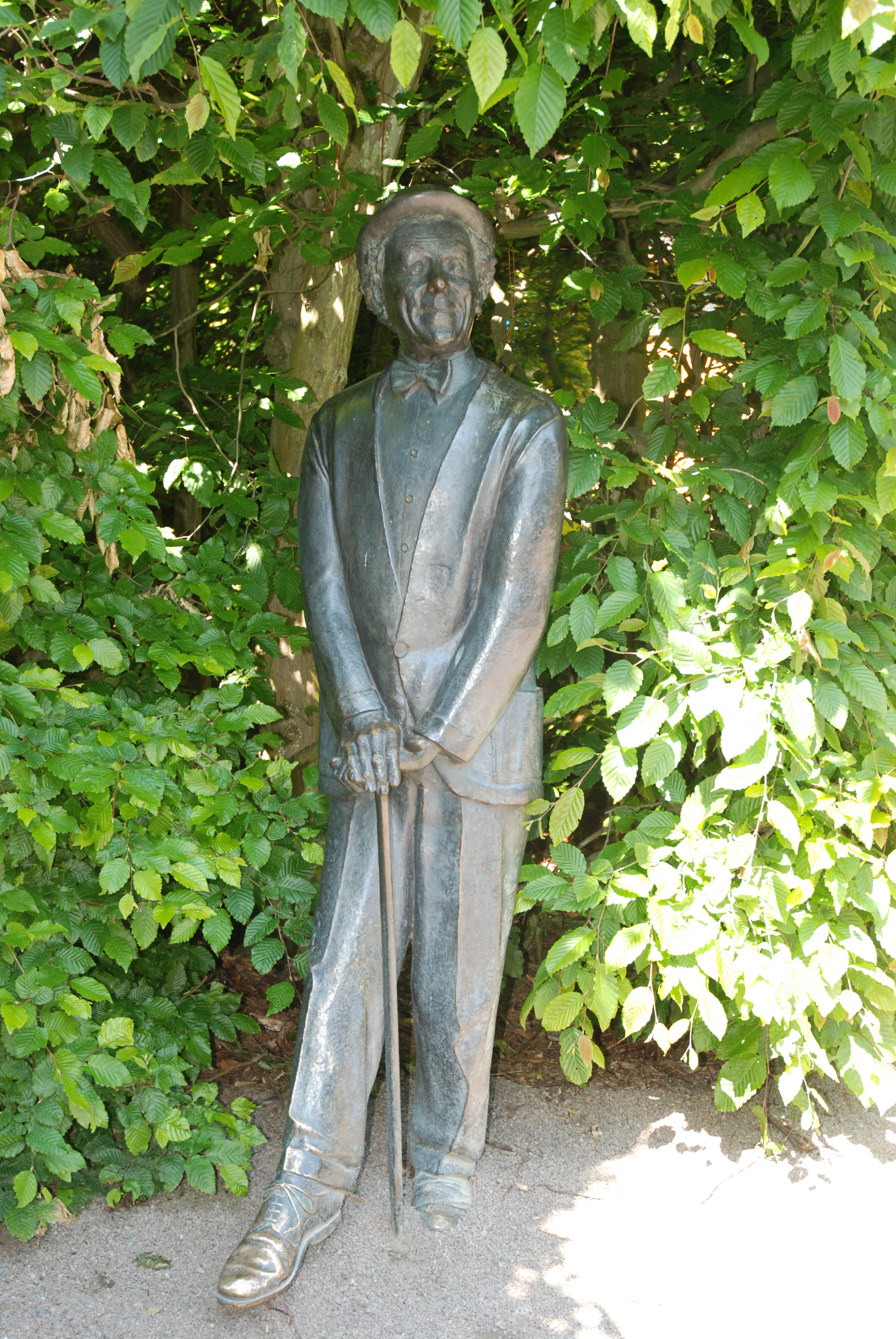
Nils Poppe i Fredriksdalsparken i Helsingborg.
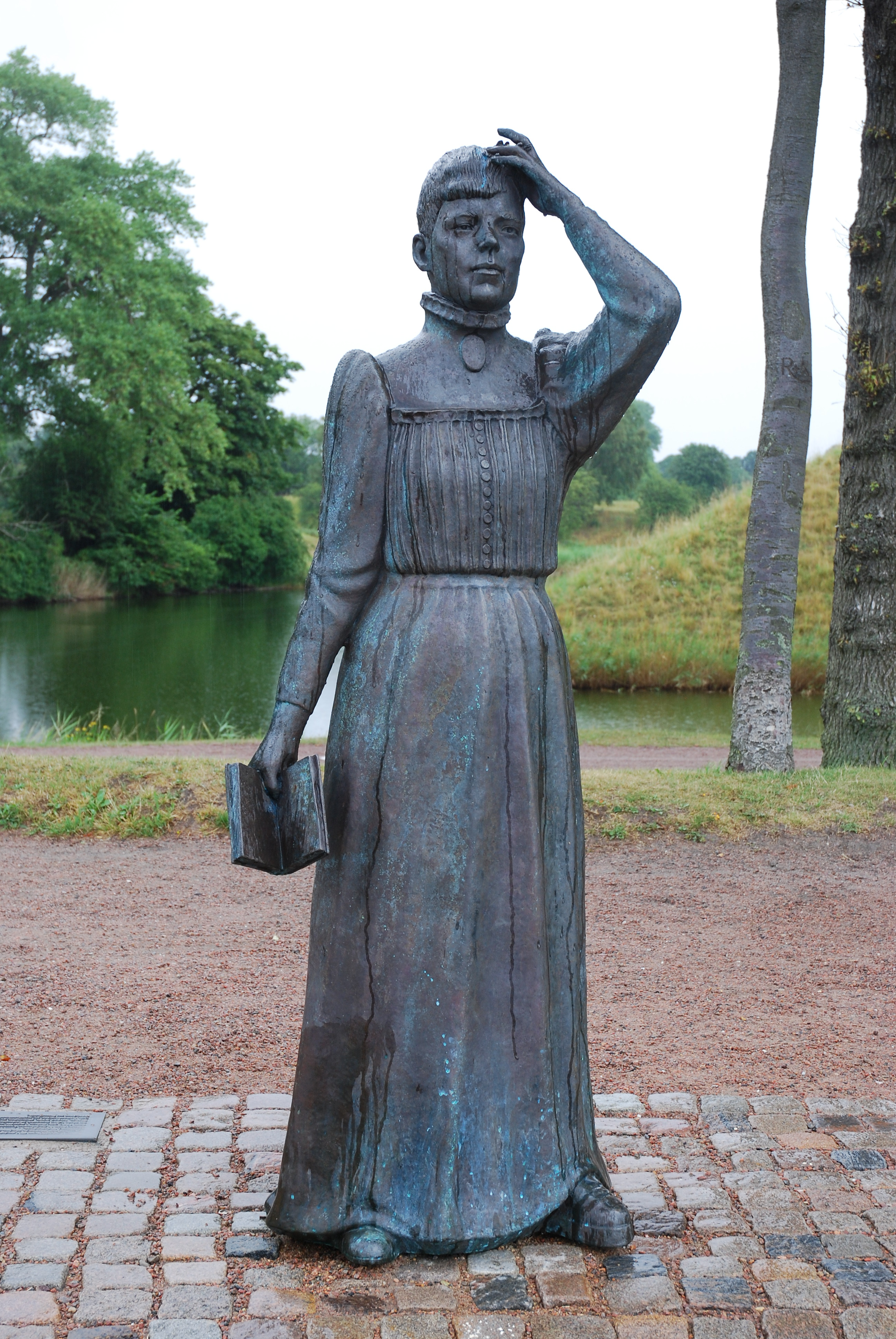
Staty över Selma Lagerlöf i Landskrona
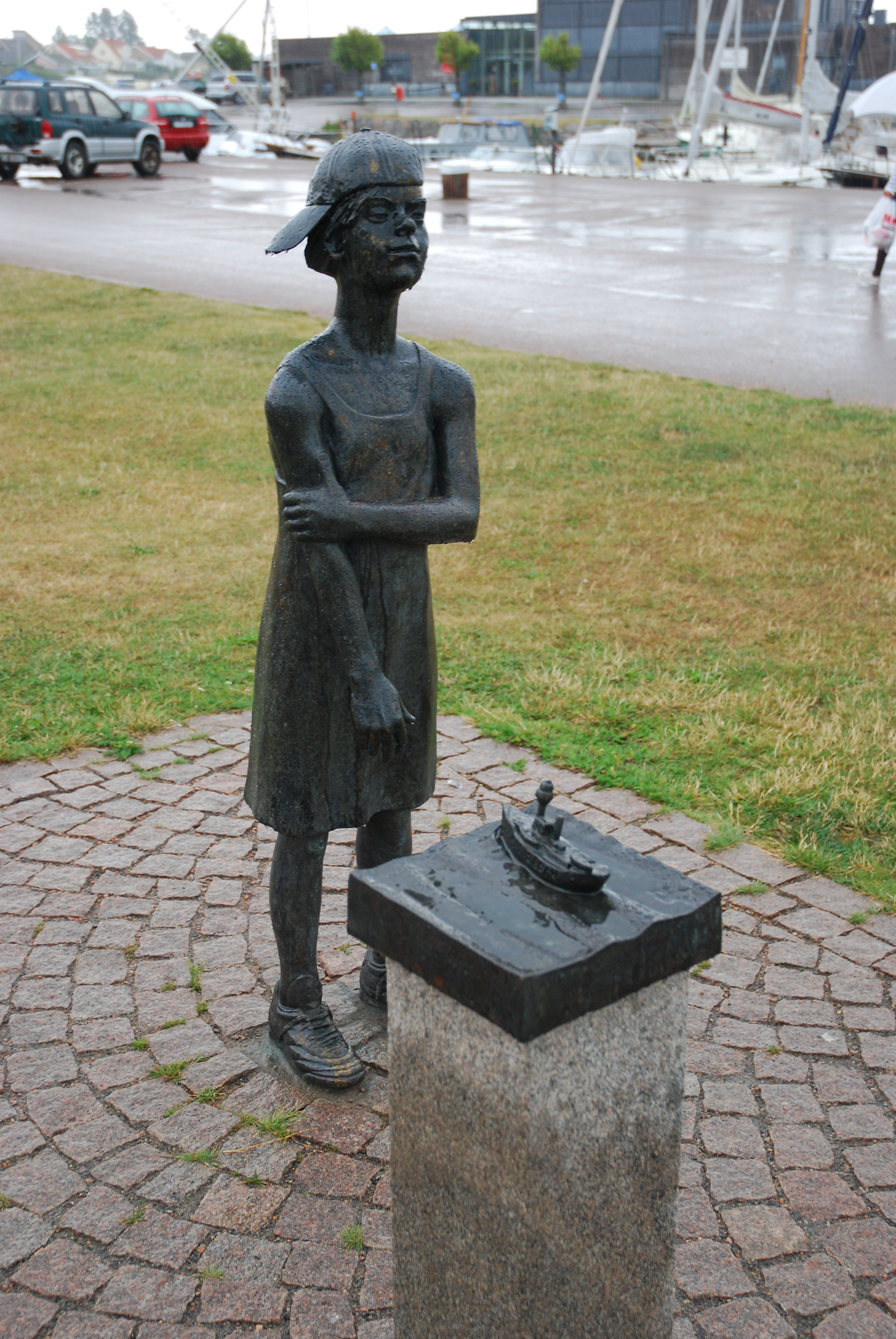
Detalj av Tur, hopp och kärlek
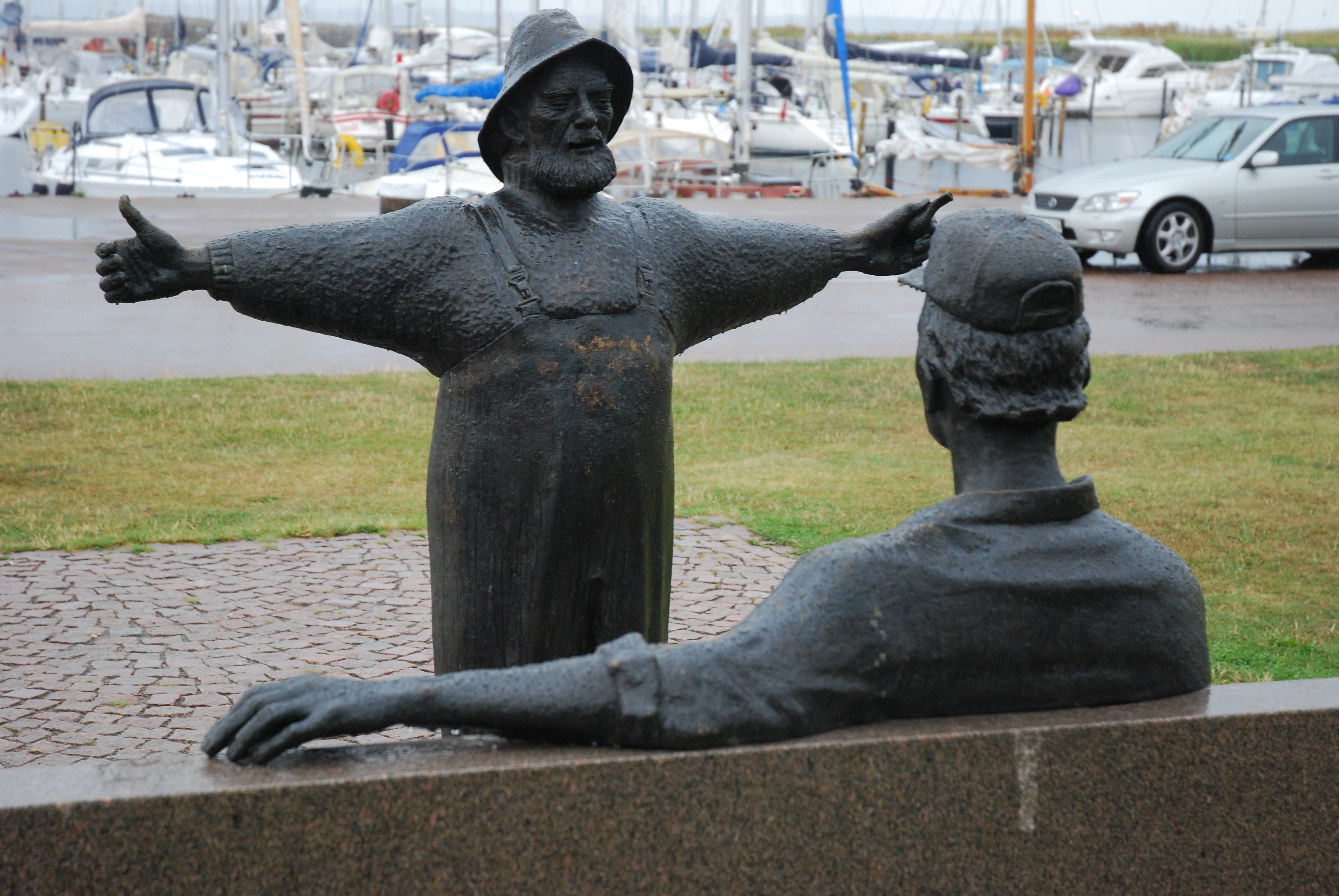
Detalj av Tur, hopp och kärlek
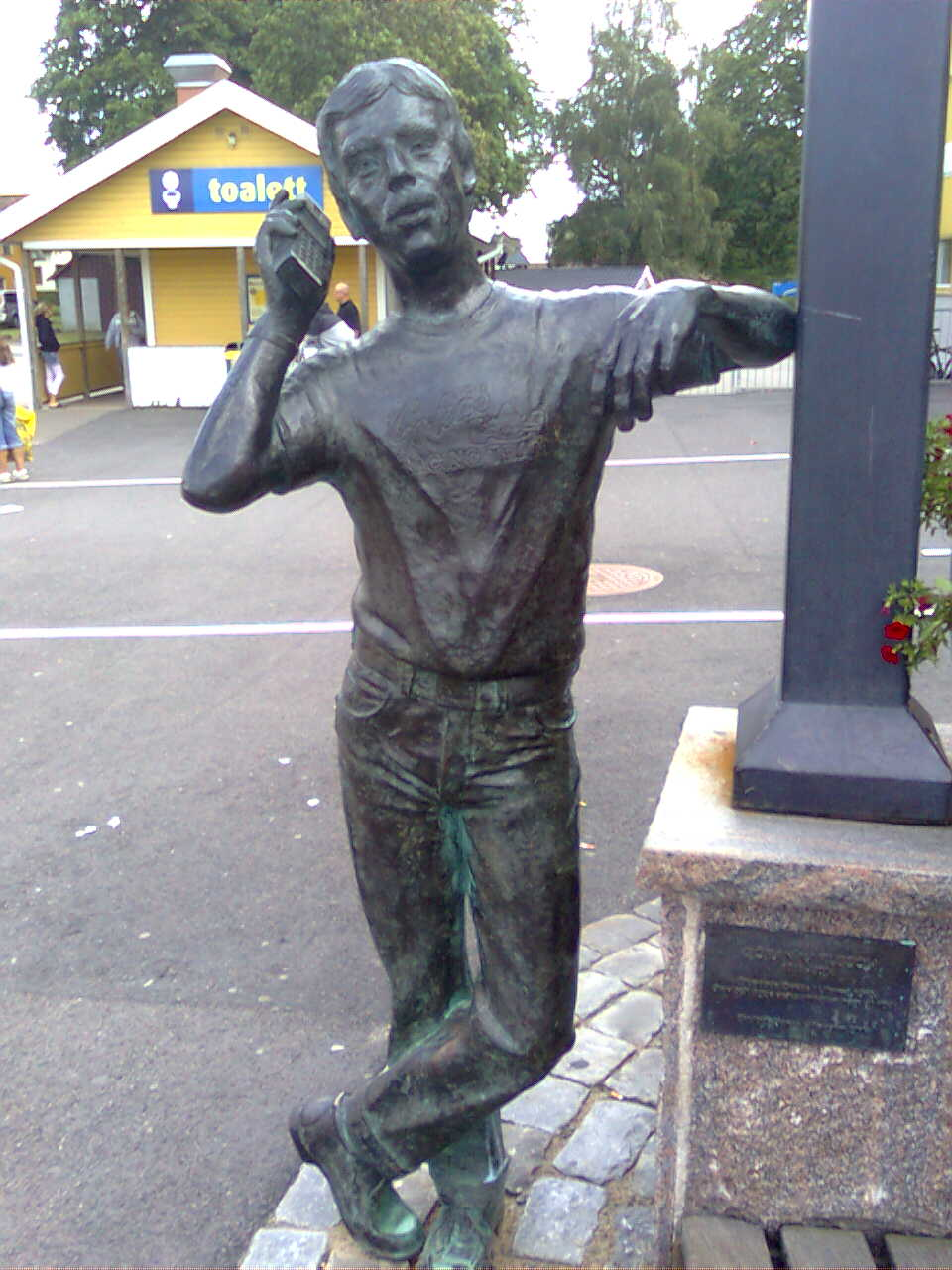
Staty över Göran Karlsson i Ullared
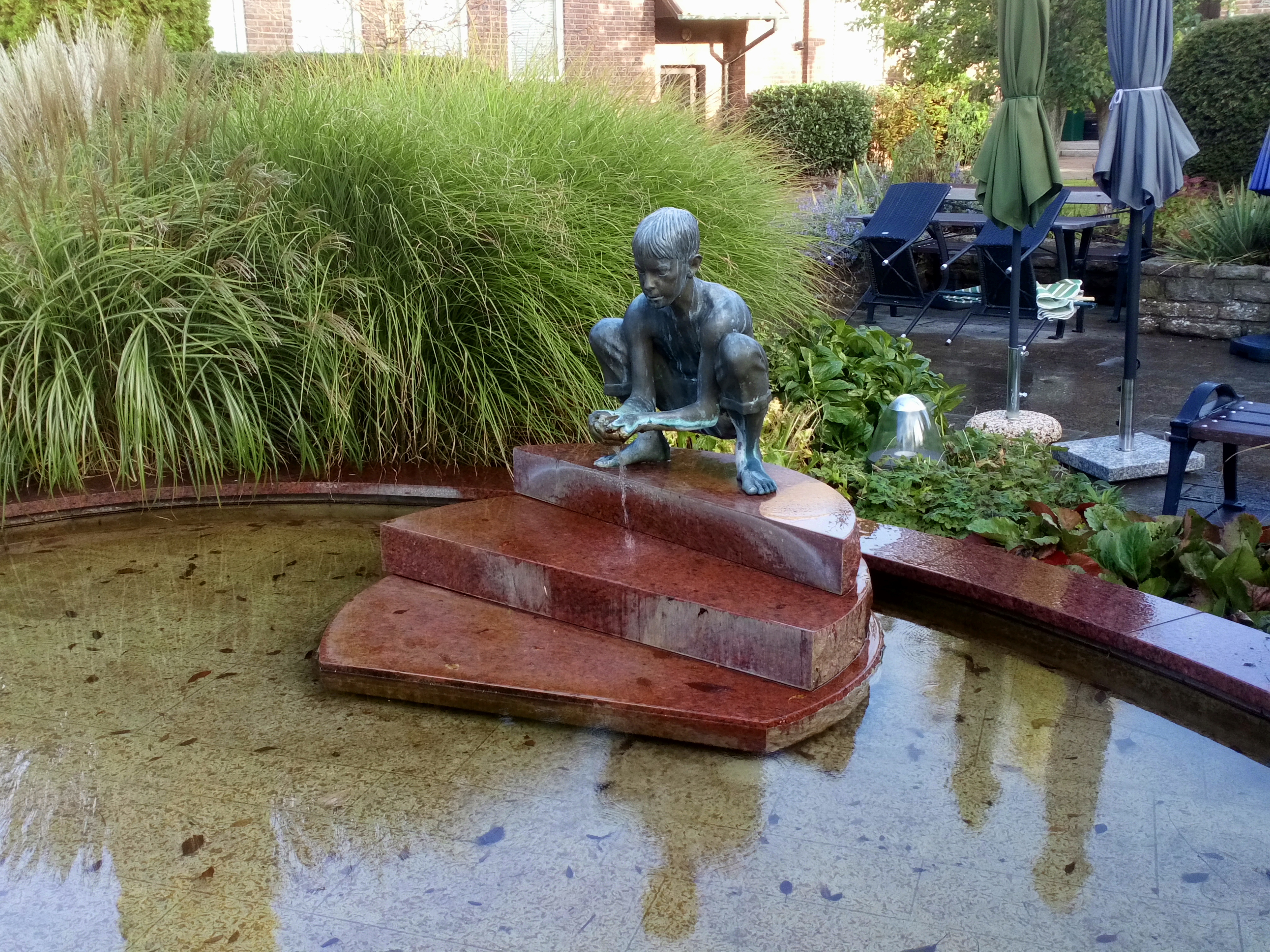
Att bara vara i Trelleborg
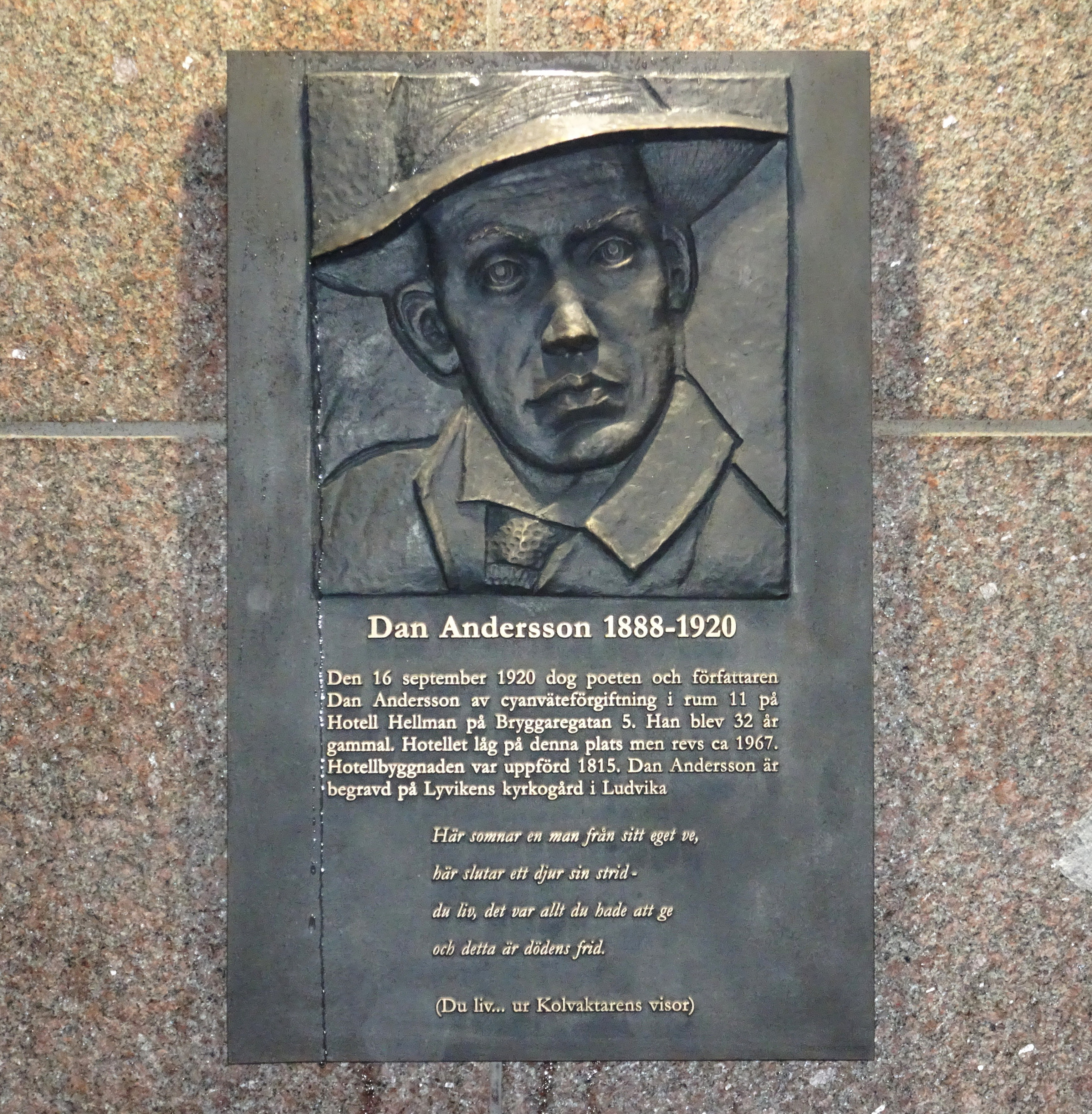
Dan Andersson minnesplakett